# Bélgica en los Juegos Olímpicos de Calgary 1988
Bélgica estuvo representada en los Juegos Olímpicos de Calgary 1988 por una deportista que compitió en patinaje artístico.  
La portadora de la bandera en la ceremonia de apertura fue la patinadora artística Katrien Pauwels. El equipo olímpico belga no obtuvo ninguna medalla en estos Juegos.